# Иституто Релиђозо (Каљари)
Иституто Релиђозо је насеље у Италији у округу Каљари, региону Сардинија.
Према процени из 2011. у насељу је живело 17 становника. Насеље се налази на надморској висини од 7 м.